# Río Murrumbidgee
El río Murrumbidgee (en inglés: Murrumbidgee River; que en wiradjuri, la lengua de los aborígenes locales, significa «gran río») es uno los ríos más importantes de Australia, uno de los principales afluentes del río Murray (el mayor río del país), que discurre por el estado de Nueva Gales del Sur. Tiene una longitud de 1.485 km y drena una amplia cuenca de 80 000 km².

## Historia: exploración

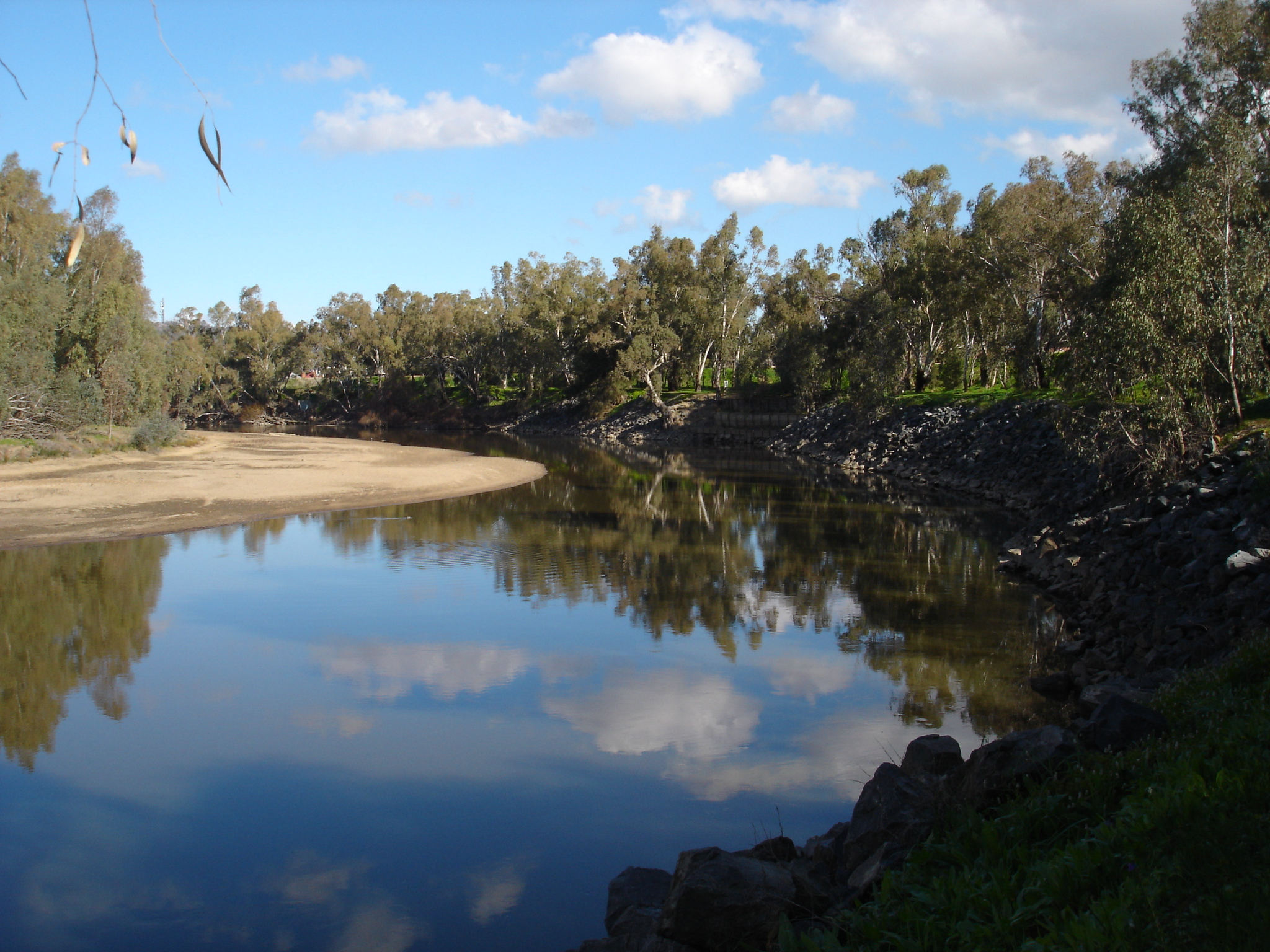
El Murrumbidgee en Wagga Wagga.

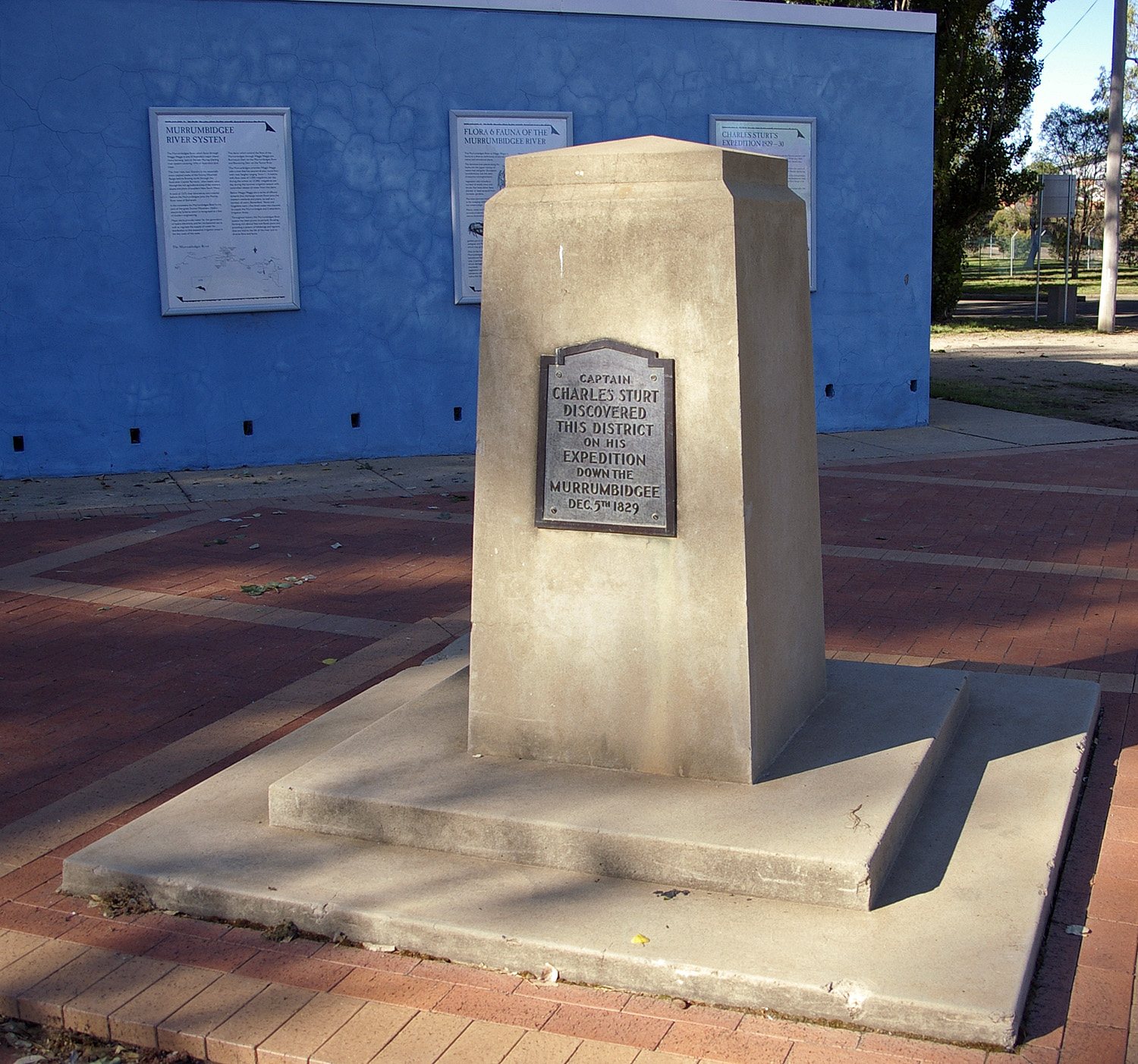
El Monumento a Charles Sturt en la playa de Wagga Wagga.

El río Murrumbidgee era ya conocido por los europeos antes de que estos lo descubrieran realmente. En 1820, el explorador Charles Throsby informó al gobernador de Nueva Gales del Sur que tenía la intención de encontrar: «un río de agua salada (excepto en temporada muy lluviosa), llamado Mur-rum-big-gee por los nativos». Trosby lo alcanzó en abril de 1821.
En 1823, el comandante de brigada John Ovens y el capitán Mark Currie recorrieron el curso alto del Murrumbidgee cuando exploraron el lago George. En 1829, Charles Napier Sturt (1795–1869) descendió el río, a vela y a remo, desde Narrandera hasta el río Murray y luego hasta el mar. Regresaron de la misma manera y por los mismos medios. La cuenca del Murrumbidgee se descubrió a la civilización en la década de 1830 y pronto se convirtió en una importante zona agrícola.
Ernest Favenc, cuando escribió sobre la exploración de Australia, comentó sobre el descubrimiento tardío del río por los europeos y sobre el hecho de que el río tuviera un nombre de origen indígena:

Aquí podemos ver con qué tenacidad el río Murrumbidgee siempre ha escapado a la vista del hombre blanco. Es poco probable que Meehan y Hume, que llegaron en la época de aguas altas, hubieran visto un nuevo río sin mencionar el hecho, pero no hay registro de la fecha de su descubrimiento, o del nombre de sus descubridores. Cuando en 1823 el capitán Currie y el mayor Ovens fueron conducidos a lo largo de sus riberas por el hermoso país de Maneroo por Joseph Wild, el río ya era conocido por los colonos y le llamaban Morumbidgee. Incluso en 1821, cuando Hume encontró la Yass Plains, casi en sus orillas, no hizo ninguna mención al río. De todo esto podemos deducir que es muy probable que la ubicación del río fuese revelada a los primeros colonos por los aborígenes, que también lo identificaron por su nombre aborigen, y el nombre se fue introduciendo poco a poco en la cultura popular. Esta teoría es la más probable por el hecho de que el río mantiene su nombre aborigen. Si un oficial blanco hubiese descubierto el río, le hubiese dado el nombre de una persona que tuviera un puesto oficial
 Ernest Favenc

## Geografía
El río tiene su origen en la cordillera Fiery situado en el macizo de montañas Snowy (Nevadas), atraviesa durante 66 km el Territorio de la capital australiana antes de desembocar, tras un recorrido de casi 1.500 km, en el río Murray. Su cuenca corresponde a la mayor parte de Nueva Gales del Sur y comprende todo el Territorio de la capital australiana. Su agua es utilizada para el riego de la zona agrícola de la Riverina.
El río tenía antiguamente un caudal muy irregular, marcado por graves inundaciones (en 1852, murieron 89 personas en Gundagai), pero hoy las 14 represas (la presa de Burrinjuck, sobre todo), y los 8 aliviaderos que jalonan su curso, permiten regularlo y el más grande de los picos de caudal corresponde a la liberación del agua necesaria para abastecer de agua a Canberra y para el riego, a través de 10 000 km de canales, de los campos que corren abajo del río.

### Afluentes principales

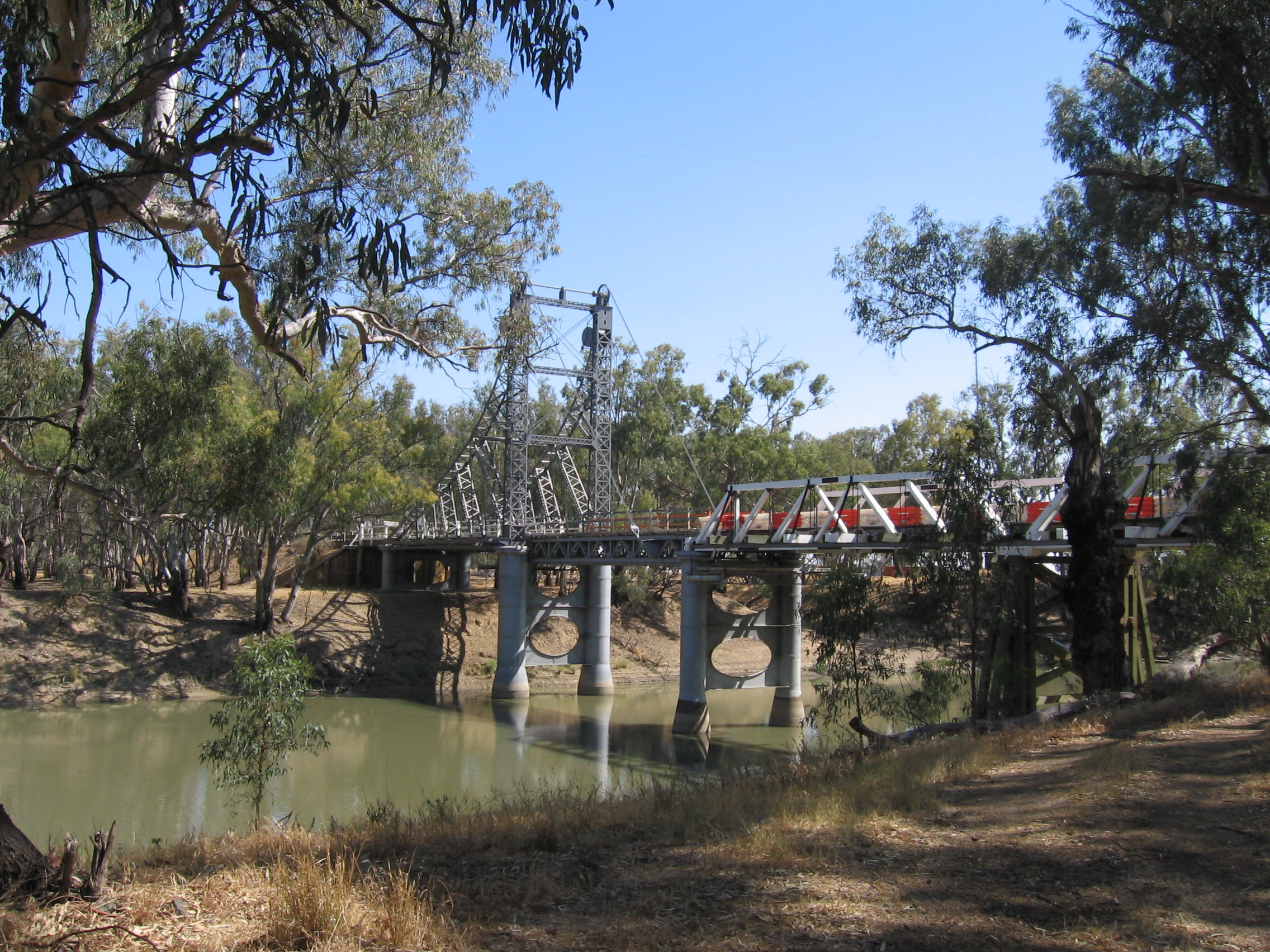
Un puente sobre el Murrumbidgee en Carrathool (Nueva Gales del Sur).

Los principales afluentes del Murrumbidgee son los siguientes ríos:
- río Gudgenby, con su subafluente el río Naas (el Naas se une al Gudgenby antes que al Murrumbidgee);
- río Molonglo, de 80 km de longitud, con su subafluente el río Queanbeyan;
- río Cotter, de 74 km;
- río Tumut, de 175 km y una cuenca de 4.000 km²;
- río Yass
- río Lachlan, de 1.339 km,[1] con su subafluente el río Abercrombie, de 186 km;

### Ciudades en el curso
- Tharwa
- Yass
- Gundagai
- Wagga Wagga
- Narrandera
- Yanco
- Leeton
- Darlington Point
- Hay
- Balranald

### Marismas
Entre los muchos humedales que existen a lo largo del Murrumbidgee se encuentran los siguientes:
- Lowbidgee Floodplain, 2000 km² entre Maude y Balranald;
- Mid-Murrumbidgee Wetlands a lo largo del río desde Narrandera a Carathool;
- Tukerbill Swamp;
- Tomney Plain;
- Micalong Swamp;
- Lago George;
- Yaouk Swamp;
- Black Swamp & Coopers Swamp;
- Big Badja Swamp.

## Hidrografía
De manera estacional, el río tiene un gran caudal, pero hoy día tiene un nivel constante, el nivel se eleva cuando se hacen autorizaciones a fin de proporcionar a los regantes suficiente caudal aguas abajo.
Las amenazas a su ecología cuando cruza el Territorio de la Capital Australiana están generalmente mal evaluadas. De hecho, el río se ve afectado por la eliminación de los efectos del deshielo en la primavera y la reducción de la escorrentía anual media en alrededor del 50%, a causa de la presa de Tantangara. Esta última se concluyó en 1960 cerca del nacimiento del Murrumbidgee y desvía el 99% aproximadamente del río en este punto al lago Eucumbene. Esto afecta gravemente a las poblaciones de peces y otros animales acuáticos del río, debido a la pérdida de su hábitat. Se considera, con razón, que el caudal del río Murrumbidgee, que actualmente pasa por el Territorio de la capital de australiana es, por volumen, sólo la mitad de lo que era antiguamente.)
El curso principal del río tiene 900 km. El río tiene su origen en el Fiery Range, en las Snowy Mountains y atraviesa durante 66 kilómetros el Territorio de la capital australiana uniéndosele dos afluentes: el Molonglo y el Cotter, antes de desembocar, después de un viaje de 1 600 km, en el río Murray. Su cuenca comprende la mayor parte de Nueva Gales del Sur y todo el Territorio de la capital australiana. Su agua es la principal fuente de riego de la zona agrícola de la Riverina.

### Inundaciones

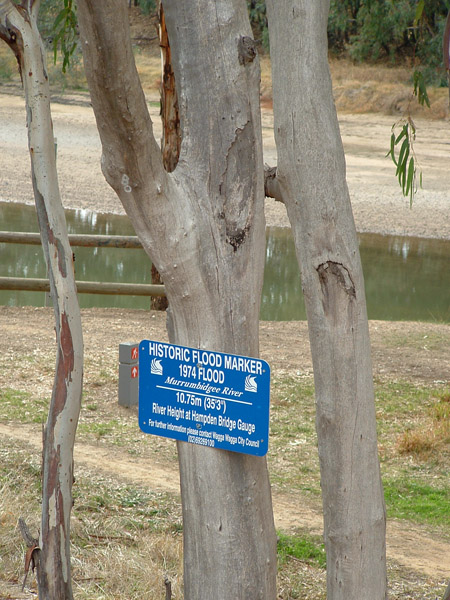
Marcador en Murrumbidgee que muestra el nivel del agua durante la inundación de 1974.

La inundación más importante se produjo en 1852 cuando la ciudad de Gundagai fue barrida por las aguas y 89 personas, un tercio de la población de la ciudad, resultaron muertas. La ciudad fue reconstruida en un terreno más alto.
En 1925, 4 personas murieron en una inundación que duró 8 días.
El río aumentó en 7 metros en Gundagai ocho veces entre 1852 y 2002, haciendo un promedio de poco menos de una vez cada 11 años. Desde 1925, las inundaciones fueron menores, salvo en 1974. Durante el desastre de 1852, el río subió un algo más de 12 metros. Los años siguientes el río aumentó algo más de 12,5 metros. La construcción de la presa de Burrinjuck en 1907 ha reducido significativamente las inundaciones, pero a pesar de ello hubo grandes inundaciones en 1925 y 1974.
La disminución en el número de inundaciones tiene consecuencias para la vida silvestre, las aves y los árboles. Hubo una disminución de la población de aves y el gomero negro que formaba bosques en la llanura de inundación comenzó a perder su lugar.